# Buena Vista, Nuevo León
Buena Vista är en ort i Mexiko.   Den ligger i kommunen El Carmen och delstaten Nuevo León, i den centrala delen av landet, 700 km norr om huvudstaden Mexico City. Buena Vista ligger 516 meter över havet och antalet invånare är 1 833.
Terrängen runt Buena Vista är varierad. Runt Buena Vista är det mycket tätbefolkat, med 1 463 invånare per kvadratkilometer. Närmaste större samhälle är Ciudad General Escobedo, 7,8 km sydost om Buena Vista. I omgivningarna runt Buena Vista växer huvudsakligen savannskog.